# Liste des sites classés et inscrits de la Guadeloupe
Cet article recense les sites classés et inscrits de la Guadeloupe, en France.

## Listes

### Sites classés
La liste suivante recense les sites classés de la Guadeloupe en 2024.
| Site                               | Communes                                 | Date             | Superficie (ha) | Notes | Coordonnées                  | Photo |
| ---------------------------------- | ---------------------------------------- | ---------------- | --------------- | ----- | ---------------------------- | ----- |
| Anse à la Barque                   | Bouillante, Vieux-Habitants              | 5 mai 1980       | 29              |       | 16° 05′ 21″ N, 61° 46′ 01″ O |       |
| Falaises nord-est de Marie-Galante | Capesterre-de-Marie-Galante, Saint-Louis | 8 septembre 2004 | 1 100           |       | 15° 57′ 57″ N, 61° 13′ 34″ O |       |
| Grande Anse et Gros Morne          | Deshaies                                 | 25 avril 1980    | 93              |       | 16° 18′ 49″ N, 61° 47′ 54″ O |       |
| Pointe des Châteaux                | Saint-François                           | 27 mai 1997      | 733             |       | 16° 14′ 40″ N, 61° 10′ 36″ O |       |
| Baie de Pompierre et Pain de Sucre | Terre-de-Haut                            | 14 mai 1991      | 237,5           |       | 15° 52′ 19″ N, 61° 34′ 15″ O |       |